# Фолксдойче
Фолксдойче (на немски: Volksdeutsche) са етнически германци, родният език на които е немският и които живеят извън границите на Третия райх (за разлика от „райхсдойче“, на немски: Reichsdeutsche – „немци от райха“).
Понятието възниква след Първата световна война, когато вследствие на решенията от Версайския договор са коригирани границите на Германската империя и Австро-Унгария и много немци остават да живеят в чужди страни. Използва се като термин от 30-те до 60-те години на ХХ век.
В периода на съществуване на Третия райх (1933 – 1945) „фолксдойче“ са имали особен статус както в пределите на самия райх, така и в съюзните страни.
Съгласно трактовката на Дорис Берген, авторството на термина „фолксдойче“ се приписва на Адолф Хитлер, който, предполага се, първи и самолично използва термина „фолксдойче“ в меморандум на Имперската Райхсканцелария от 1938 година. В този документ като фолксдойче се определят „хора, чийто език и култура имат германски корени, въпреки че нямат германско гражданство“.
Тъй като за Хитлер и другите немци този термин носи в себе си няколко смислови оттенъци – расово определение, това дава идеологически оттенък на термина. В съответствие с немските постановления от 30-те години, около 30 милиона „фолксдойче“ живеят извън границите на райха, като главна част от тях се намират в Източна Европа – Полша, Украйна, страните от Прибалтика и Румъния.
Нацистките пропагандни идеи за експанзия на изток още от преди Първата световна война, дават на „фолксдойче“ особена роля в немските планове за завоюване на територии в Източна Европа, което е взето предвид в разработката на План „Ост“.